# Les Eucalyptus
Les Eucalyptus là một đô thị thuộc tỉnh Alger, Algérie. Dân số thời điểm năm 2002 là 96.31 người.